# Fidvár
Fidvár est un village fortifié situé au sud de la petite ville de Vráble, en Slovaquie. Il a pris de l’ampleur au début de l’Âge du bronze (2100 à 1750 av. J.-C.) pour former un des premiers villages d’Europe centrale à caractère urbain, avec près d’un millier d’habitants.

## Historique
Cet emplacement archéologique est connu depuis la fin du XIXe siècle, mais son étude systématique n’a commencé qu’en 1967.

## Le site

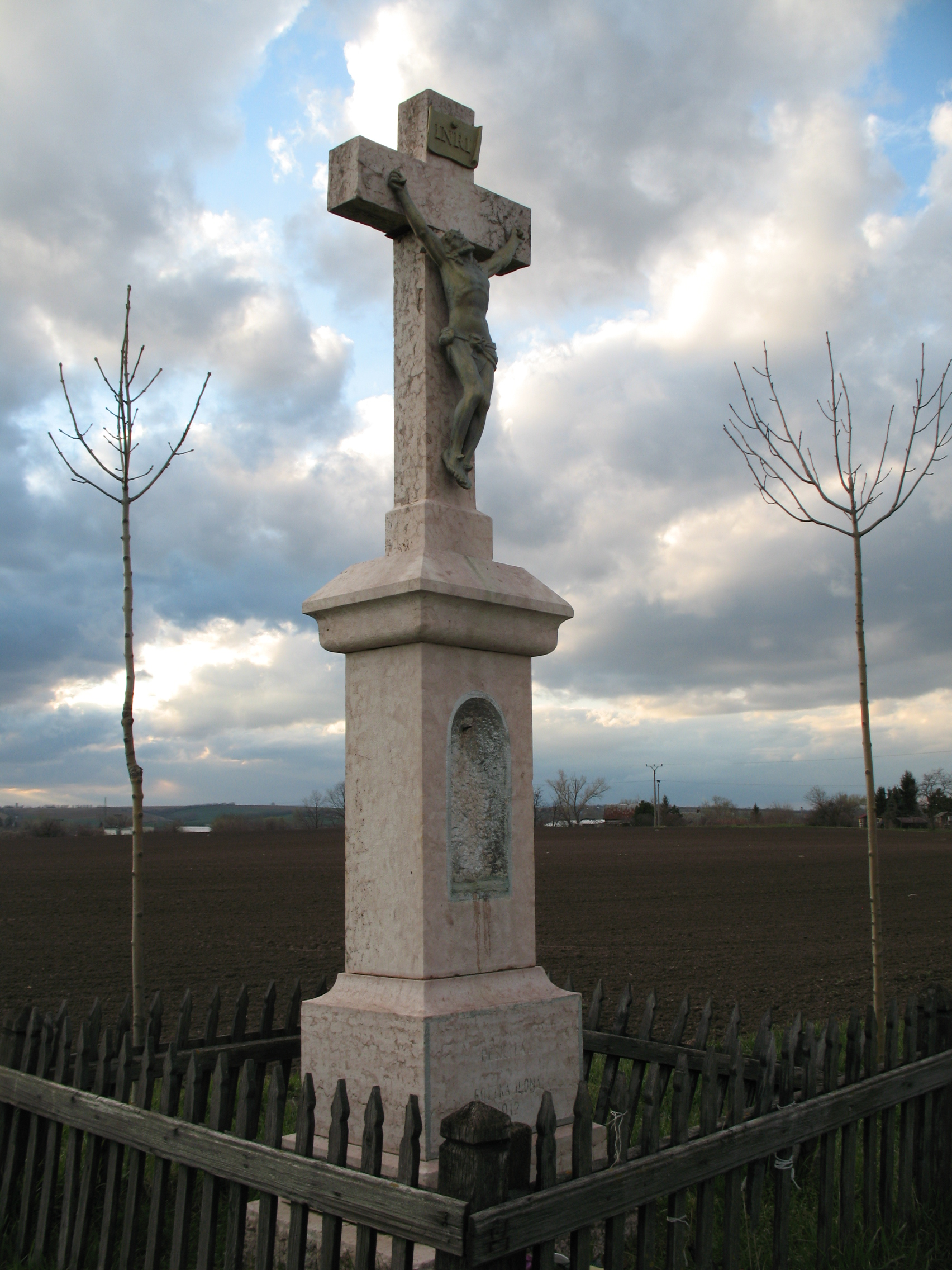
Une croix près du site de Fidvár

Fidvár se trouve sur la rive de la Žitava (sk), dans une vallée avec un sol de lœss fertile et ayant le grand avantage d’être au pied des monts Métallifères slovaques, riches en cuivre, or et étain, une situation particulièrement enviable au moment où la métallurgie du bronze faisait son apparition.
Le site était déjà occupé à la fin du Néolithique mais était de petite taille (de 2400 à 2100 av. J.-C.), comme les autres villages de la région, et était alors représentatif de la culture de Kosihy-Čaka. En 2050 av. J.-C. apparaît un petit établissement fortifié de 0,4 hectare (fossé A). Les fortifications sont à chaque fois constituées par un fossé et un rempart qui forment un demi-cercle jusqu’au bord du talus dominant la rivière, l’autre moitié ayant probablement été emportée par l’érosion fluviale. Les fossés avaient jusqu’à 20 mètres de large pour 7 mètres de profondeur. Il est également possible qu’ils aient été remplis par l’eau de la Zitava pour en faire des douves.
Le village se développe jusqu’en 1850 av. J.-C. jusqu’à occuper 12 ha (avec un nouveau fossé C englobant la partie centrale sur 3,6 ha, les autres maisons restant à l’extérieur), probablement par le rassemblement de groupes qui vivaient sur d’autres sites, lesquels sont alors temporairement abandonnés. À cette époque, le fossé A, devenu inutile puisque désormais situé au milieu de la ville, est comblé avec un matériel comportant des céramiques caractéristiques des cultures d’Unétice, centrée sur la Bohême, et de Hatvan (en), centrée sur l’est de la Hongrie, pour lesquelles la petite ville de Fidvár constitue un point de rencontre.
La ville perd de son importance vers 1730 av. J.-C., certains groupes l’ayant peut-être à nouveau quitté : la vallée retrouve un habitat plus dispersé. De nouvelles fortifications plus solides sont mises en place, mais elles n’englobent plus qu’une surface nettement plus petite de 1,2 ha (fossé B). Une grande nécropole bien conservée située un peu plus au sud montre des signes de destruction et d’ouverture des tombes à cette époque,. Une évolution similaire a été observée à cette époque sur d’autres sites de la plaine pannonienne dans cette période correspondant à la culture de Mad'arovce (en) (de 1700 à 1500 av. J.-C.), une culture parfois considérée comme la phase finale de celle d’Unétice. Alors que le fossé C a peu à peu été comblé avec les déchets de cette période, le fossé B n’a finalement été rempli qu’avec des sédiments d’origine naturelle, donc probablement après l’abandon du site, qui a lieu vers 1500 av. J.-C..

## Description
Près de 160 maisons ont été identifiées, regroupées en arc suivant les fortifications, celles de la partie centrale étant en pierre avec des planchers en bois. Les autres étaient plus simples, avec des branchages recouverts d’argile et un sol en terre battue, ce qui constitue un des signes les plus nets et les plus anciens de différenciation sociale dans la région. Elles faisaient 10 à 15 mètres de long pour 6 à 8 mètres de large. L’hygiène devait toutefois poser problème car les déchets étaient généralement simplement jetés et déposés dans les allées entre les maisons.
Les tombes étaient orientées est-ouest et comportaient des récipients en céramique, mais aussi des coquillages, des perles en ambre ou en bronze, des broches en bronze et des boucles d’oreilles en or.